# Schwepnitz
Schwepnitz (hornolužickosrbsky Sepicy) je obec v Horní Lužici v německé spolkové zemi Sasko. Nachází se v zemském okrese Budyšín a má přibližně 2 500 obyvatel.

## Historie
První písemná zmínka o vsi návesního typu pochází z roku 1387, kdy je zmiňován jistý Nicolaus de Swepetenycz. Název Schwepnitz se prvně objevuje roku 1562. V roce 1996 byly k Schwepnitz připojeny do té doby samostatné obce Bulleritz, Cosel-Zeisholz a Grüngräbchen.

## Přírodní poměry
Schwepnitz leží v zemském okrese Budyšín v Horní Lužici severozápadně od velkého okresního města Kamenz a jihozápadně od Hoyerswerdy. Severní hranice území obce je zároveň hranicí spolkových zemí Sasko a Braniborsko. Většina území obce je zalesněná. Na jejím území zasahují přírodní rezervace Königsbrücker Heide (bývalý vojenský výcvikový prostor Königsbrück) a Erlenbruch-Oberbusch Grüngräbchen. Obcí neprochází železnice.

## Správní členění
Schwepnitz se dělí na 5 místních částí:
- Bulleritz (Bólericy)
- Cosel (Kózły)
- Grüngräbchen (Zelena Hrabowka)
- Schwepnitz (Sepicy)
- Zeisholz (Ćisow)

## Pamětihodnosti
- evangelicko-luterský kostel ve Schwepnitz
- rododendronová zahrada v Grüngräbchen
- ruiny zámku ve Schwepnitz